# Thẩm Thúy Hằng
Thẩm Thúy Hằng (6 de octubre de 1939 – 6 de septiembre de 2022) fue una actriz vietnamita. Durante los años 50 y 60, fue una estrella de la industria cinematográfica en Vietnam del Sur. Había protagonizado muchas películas, algunas de las cuales fueron coproducidas con empresas de Estados Unidos, Filipinas, Tailandia, Hong Kong, Taiwán y Japón. 

## Biografía
El nombre de nacimiento de Thẩm Thúy Hằng era Nguyễn Kim Phụng y su nombre cristiano era Jeane. Nació en Hải Phòng, pero su familia se mudó más tarde al sur y se trasladó a la provincia de An Giang. Su padre era un funcionario del gobierno del "estado de Vietnam" y murió cuando ella solo tenía 13 años. En su infancia, asistió a la escuela primaria Huỳnh Văn Nhứt. Posteriormente, se mudó a Saigón para vivir con su hermana y asistió a la escuela secundaria Huỳnh Thị Ngà hasta el noveno grado.
A los 16 años, se presentó a un casting de Mỹ Vân Picture, en el que compitió contra 2000 concursantes, y ganó el primer y único premio, una oferta de formación en interpretación en Hong Kong. El propietario de Mỹ Vân Picture le dio el nombre artístico de Thẩm Thúy Hằng. El apellido "Thẩm" hacía referencia a Thẩm Oánh, un conocido músico del sur de Vietnam en aquella época, del que Hằng era una devota admiradora.

## Carrera
El primer papel cinematográfico de Hằng fue el de Tam Nuong en The Beauty of Binh Duong, dirigida por Năm Châu en 1958. Coprotagonizó la película junto al actor Nguyễn Đình Dần. La película fue un éxito que le valió a Hằng la fama instantánea entre el público, no solo por su belleza, sino también por su brillante interpretación. Después de eso, siguió apareciendo en muchas películas y batió el récord de "actriz que protagonizó más películas" durante las décadas de 1950 y 1960.
En 1969, Hằng fundó su propia productora, que más tarde se convirtió en Vilifilms Picture en Saigón. El primer proyecto de la empresa fue Chiều kỷ niệm (Afternoon of Memories), dirigida por Lê Mộng Hoàng y protagonizada por Năm Châu, Kim Cúc, Phùng Há, Thanh Tú, Huy Cường, Việt Hùng, Ngọc Nuôi y otros actores profesionales. La película fue aclamada por el público y la crítica, y el nombre de Hằng volvió a ser muy destacado en la industria cinematográfica de Vietnam del Sur. Más tarde creó otras películas de éxito, como Nàng (The Lady) y Ngậm ngùi (Pity). Participó en numerosos festivales de cine en toda Asia.
Falleció en su casa el 6 de septiembre de 2022, a la edad de 82 años.